# Acryptolaria encarnae
Acryptolaria encarnae is een hydroïdpoliep uit de familie Lafoeidae. De poliep komt uit het geslacht Acryptolaria. Acryptolaria encarnae werd in 2010 voor het eerst wetenschappelijk beschreven door Peña Cantero & Vervoort. 